# Лин Флюълинг
Лин Флюълинг (на английски: Lynn Flewelling) е американска писателка на произведения в жанра фентъзи.

## Биография и творчество
Лин Елизабет Бюлей Флюълинг е родена на 20 октомври 1958 г. в Преск Айл, Мейн, САЩ. През 1981 г. получава бакалавърска степен по английска филология и история с педагогически профил от Университета на Мейн. Същата година се омъжва за Дъглас Флюълинг, с когото имат двама сина. След дипломирането си работи различни временни работи като продавач, учител, копирайтър и журналист на свободна практика.
Първият ѝ разказ „Letter To Alexi“ е публикуван през 1995 г. Първият ѝ роман „Luck in the Shadows“ от поредицата „Нощен бегач“ е публикуван през 1996 г. Той е добре приет от критиката, номиниран е за различни награди за фентъзи и я прави известна.
През 2001 г. е публикуван първият ѝ роман „Куклата близнак“ от поредицата „Триадата Тамир“. Главният герой Тобин е получил мъжки облик с тъмна магия, защото животът на всички наследнички на трона е в смъртна опасност заради пророчеството, че наследникът ще бъде жена. Дали дълбоко скритата тайна ще го защити от кралския гняв, майчината лудост и ужасяващия бяс на превърналия се в демон брат, решен да отмъсти убийството си... Книгата става бестселър и е публикувана в много страни.
В своите произведения засяга ЛГБТ темата, като някои от главните герои са бисексуални, заемайки позицията, че тази тема и герои почти липсват във фентъзи жанра. Например в поредицата си „Триадата Тамир“ главният герой с магия се трансформира от единия пол в другия.
Писателката практикува тиен-будизъм и будистка медитация, подкрепя будиста и пацифист Тик Нят Хан. От 2014 г. посвещава новия си сайт на будизма.
Лин Елизабет Бюлей живее със семейството си в Редлъндс, Калифорния.

## Произведения

### Серия „Нощен бегач“ (Nightrunner)
1. Luck in the Shadows (1996)
2. Stalking Darkness (1997)
3. Traitor's Moon (1999)
4. Shadows Return (2008)
5. The White Road (2010)
6. Casket of Souls (2012)
7. Shards of Time (2014)

### Серия „Триадата Тамир“ (Tamir Triad)
1. The Bone Doll's Twin (2001)
Куклата близнак, изд.: MBG Books, София (2012), прев. Радин Григоров
2. Hidden Warrior (2003)
Скритият воин, изд.: MBG Books, София (2013), прев.
3. The Oracle's Queen (2006)